# کسنیا سیدورنکو

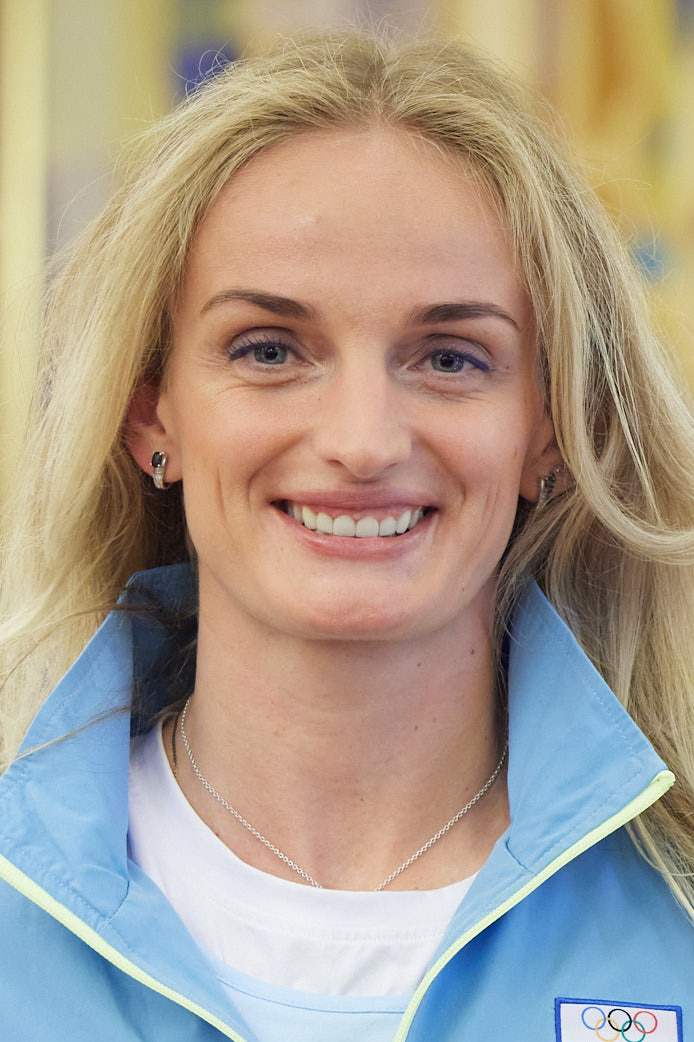
هرآنچه باید درباره کسنیا سیدورنکو(Kseniya Sydorenko)بدانید

کسنیا سیدورنکو (انگلیسی: Kseniya Sydorenko؛ زادهٔ ۲ ژوئیهٔ ۱۹۸۶) ورزشکار شنای موزون اهل اوکراین است.
وی در مسابقات کشوری و بین‌المللی در مجموع برندهٔ ۲ مدال طلا، ۶ مدال نقره، ۸ مدال برنز شده‌است.

## حرفه
وی همچنین یکی از شناگران موزون در المپیک تابستانی ۲۰۰۸ تا ۲۰۱۶ بوده‌است.